# 珀普兰格
珀普兰格（法語：Peuplingues，法語發音：[pœplɛ̃ɡ]）是法国上法蘭西大區加来海峡省的一个市镇，属于加来区。

## 地理
珀普兰格（50°54'54"N, 1°46'1"E）面积10.43 平方千米，位于法国上法蘭西大區加来海峡省，该省份为法国北部沿海省份，西北濒北海，南至索姆省，东临北部省。
与珀普兰格接壤的市镇（或旧市镇、城区）包括：桑加特、博南格莱加来、科凯勒、埃斯卡勒。

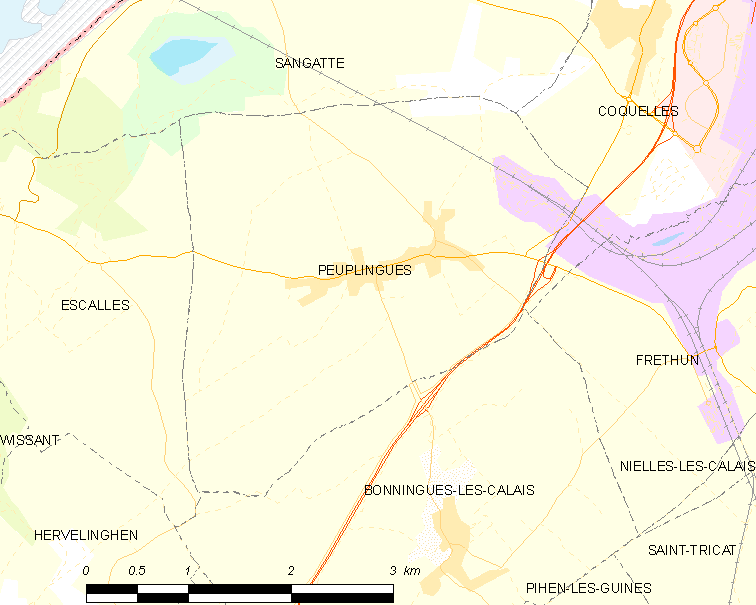
珀普兰格的OSM定位图

珀普兰格的时区为UTC+01:00、UTC+02:00（夏令时）。

## 行政
珀普兰格的邮政编码为62231，INSEE市镇编码为62654。

## 政治
珀普兰格所属的省级选区为加来第一县。

## 人口

1962-2008年间珀普兰格人口变化图示

珀普兰格于2022年1月1日时的人口数量为789人。